# Agatha Christie: The ABC Murders (datorspel, 2016)
Agatha Christie: The ABC Murders är ett peka-och-klicka-äventyrsspel utvecklat av Artefacts Studio och publicerat av Anuman under deras Microïds-varumärke för Microsoft Windows, Linux, Mac OS X, PlayStation 4 och Xbox One i februari 2016. Det släpptes senare till Nintendo Switch i oktober 2020.

## Historia
Den 19 augusti 2013 meddelade den franska utgivaren Anuman Interactive att de hade förvärvat rättigheterna till Agatha Christie-licensen för produktion av datorspel anpassade från författarens verk. Den 4 december 2013 tillkännagav studion utvecklingen av en första titel, Agatha Christie: The ABC Murders, anpassad från romanen ABC-morden av Agatha Christie. Denna berättelse hade redan anpassats till ett videospel med samma namn av en annan studio 2009 för Nintendo DS, utan större framgång..

## Spelupplägg
Agatha Christie: The ABC Murders är ett peka-och-klicka-äventyrsspel. Spelaren styr karaktären i tredjepersonsvy. Scenariot är linjärt. Spelet består i att utforska brottsplatser på jakt efter ledtrådar, ibland krävs det att lösa pussel, och att förhöra vittnen och misstänkta, vilket kräver observation och uppmärksamhet. Spelaren kan sedan dra slutsatser, tack vare dessa "små grå celler", för att dra upp händelsernas kronologi.
Spelet följer de typiska mönstren för grafiska äventyr, som tar formen av att utforska miljöerna, söka efter föremål, dialoger med andra karaktärer och lösa pussel. Spelaren måste utforska många brottsplatser i olika städer i Storbritannien, samla information genom att förhöra misstänkta (och vara uppmärksam på vad de säger, hur de säger det och hur de känner) och lösa pussel för att få ännu fler ledtrådar (och, beroende på vilka ledtrådar som samlas in, kan spelaren dra några slutsatser och få mer information om mördaren).
Parallellt med undersökningarna kan spelaren samla Ego-poäng (600 totalt). Han tar emot dem genom att agera som Hercule Poirot skulle göra i "verkliga livet", till exempel genom att se sig själv i en spegel..

## Handling
År 1935 får den belgiske privatdetektiven Hercule Poirot - i sällskap med sin trogne vän och medarbetare kapten Arthur Hastings - i sin lägenhet i Whitaven ett mystiskt maskinskrivet brev från någon som undertecknar sig själv med "ABC" och som uppmanar honom att undersöka ett brott som han skulle ha begått den 21 i samma månad i den brittiska staden Andover. Mördaren hånar detektiven och polisen och utmanar dem att fånga honom. Tragedin utspelar sig inne i en tobaksaffär och offret är kvinnan som driver stället, Alice Ascher. Poirot kallas därför in för att utforska brottsplatsen av kommissarie Japp som försöker att inte missa några ledtrådar. Tobakshandlarens mord är dock bara det första i en serie systematiska mord som begås mitt framför näsan på detektiven. Seriemördarens visitkort är en ABC-tågguide som lämnats öppen nära varje kropp, uppenbarligen noggrant rengjord från fingeravtryck.

## Skillnader från romanen
Spelet behåller huvudhandlingen från romanen ABC-morden och även mördarens identitet. Det finns dock vissa förändringar, som antalet offer, som nu bara är tre, eftersom det fjärde planerade offret, (här en man vid namn Dick Dunbar, ägare till Black Swan Hotel) räddas av Poirot. I spelet är alla offer släkt, eftersom Alice Archer och Betty Bernard (tillsammans med Cust och Dunbar) är före detta patienter till Sir Carmichael Clarke (som är läkare i spelet). Upptäckten av de brända patientfilerna av Poirot på Combeside, och återställandet av dessa filer, gör det möjligt för Poirot att upptäcka nästa offers identitet och förhindra mordet (denna ledtråd ger också spelarna en stark ledtråd om vem den riktiga mördaren är, även om det inte är nödvändigt att veta det för att avsluta spelet). Det finns två slut i spelet, beroende på om Poirot laddar sin pistol med riktiga kulor eller lösa skott, innan han lämnar över den till Hastings strax före det sista mötet.

## Mottagande
Spelet möttes av blandad kritik. Den italienska tidningen The Games Machine gav TV-spelet betyget "mer än bra" (8/10) och uppskattade den tecknade grafiken lite naivt, men med en fin stil, troheten mot originalromanen och dess karaktärer, samt det modiga försöket att sätta deduktiva processer på skärmen, men lade märke till den ganska repetitiva användningen av de "små grå cellerna" och det ibland långsamma tempot i äventyret.